# Spiezer Schilling

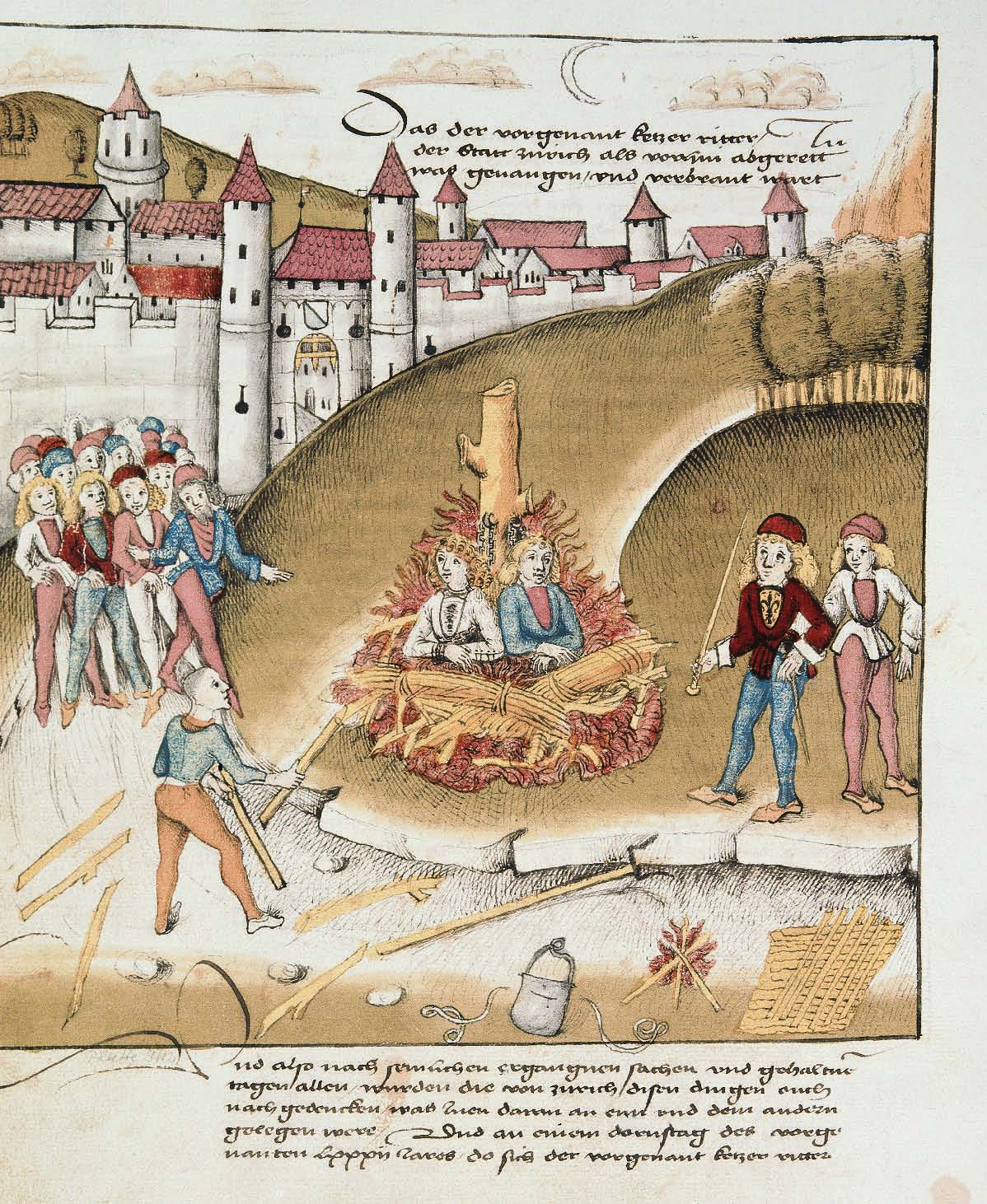
Quema del caballero de Hohenberg y su sirviente delante de la muralla de Zúrich por sodomía, 1482

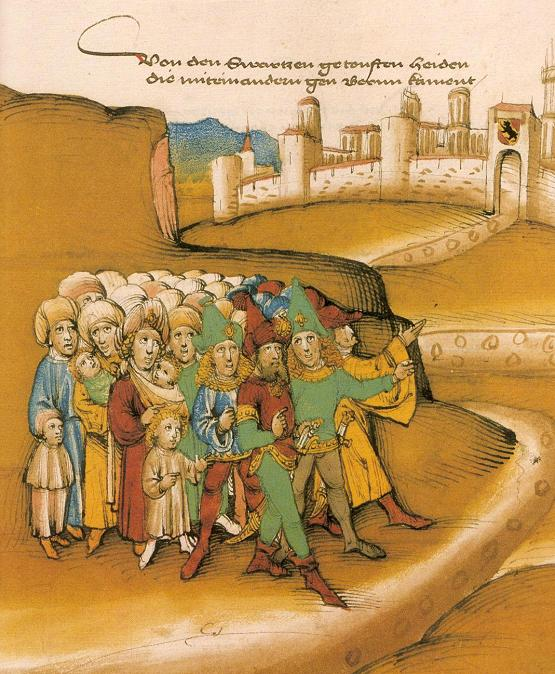
Primera llegada de los gitanos (p. 749)

Spiezer Schilling es una crónica ilustrada de Diebold Schilling el Viejo de Berna, realizada en la década de 1480 a partir de su Berner Schilling.